# Cryptopenaeus clevai
Cryptopenaeus clevai är en kräftdjursart som beskrevs av Crosnier 1985. Cryptopenaeus clevai ingår i släktet Cryptopenaeus och familjen Solenoceridae. Inga underarter finns listade i Catalogue of Life.